# De película (álbum de Pelusa)
De película es el quinto álbum solista del cantante y compositor argentino de cuarteto Pelusa. Fue lanzado en 1986 por el sello RCA Victor en disco de vinilo y casete.

## Lista de canciones
Lado A
1. «Pelusa, aquí está» (Miguel Antonio Calderón, Daniel Castillo) – 2:23
2. «Wisky, no» (Miguel Antonio Calderón, Marcelo Decall) – 2:32
3. «Ella, al fin» (Miguel Antonio Calderón, Rafael Juncos, Graciela López) – 2:51
4. «El santulón» (Miguel Antonio Calderón, Rafael Juncos, Juan José Guillet, Rubén López) – 3:04
5. «...Y apago la luz» (Miguel Gallardo) – 3:58
6. «Déjala bailar» (Chico Buarque) – 3:27

Lado B
1. «La temperatura ambiente» (Miguel Antonio Calderón, Wenceslao Cerini) – 3:23
2. «Corazón yo espero» (Miguel Antonio Calderón, Rafael Juncos, Graciela López) – 3:46
3. «Mi negra se fue volando» (Miguel Antonio Calderón, Marcelo Taormina) – 2:00
4. «Lamento borincano» (Rafael Hernández Marín) – 4:45
5. «Donde están los que duermen» (Miguel Antonio Calderón) – 3:10

## Créditos
- Producción: Luis "D'Artagnan" Sarmiento
- Dirección artística: Adolfo San Martín
- Arte: Pelusa Mariñas
- Coordinación: "Bochi" Iacopetti

### Reedición del 2008
De película fue relanzado por Sony Music Entertainment el 23 de junio de 2008 en versión CD, junto a las 9 pistas que integran el álbum Hecho en Córdoba de 1987, bajo el nombre de Discografía completa, volumen 3.
- Datos: Q107656133